# Jagera pseudorhus
Jagera pseudorhus, conocido en inglés como foambark (corteza espumosa), es un árbol del bosque lluvioso del este de Australia. Se le llama así por la espuma de  saponina que se forma en la corteza después de una fuerte lluvia.
Crece desde el río Manning (35° S), Nueva Gales del Sur hasta el río Bloomfield (15° S) en el extremo norte de Queensland. El hábitat son los bosques lluviosos tropicales y subtropicales en suelos de buena fertilidad.

## Descripción
Crece a una altura de 30 metros, y alcanza 50 cm de diámetro en el tronco. Sin embargo es más pequeño en cultivo. La corteza es lisa y gris con estrías elevadas horizontales. La base de los árboles maduros están con frecuencia rebordeadas.
Las hojas son alternadas y pinadas, con ocho a veintiséis foliolos. Los foliolos miden de 4 a 6 cm de largo. Dentados, desiguales, con un extremo puntiagudo. Las ramillas y el envés de las hojas son vellosos.
Flores amarillas parduscas se forman en panículas en los meses de marzo a mayo. El fruto se forma de agosto a noviembre. Siendo una cápsula con tres celdas de alrededor de 18 mm de largo. Las cápsulas maduran a un color café, después de ser de un color rosa violáceo. Existe una semilla en cada celda, estando cubierta en un arilo. Se necesita tener cuidado al manejar la cápsula, ya que los vellos pueden causar irritación en la piel.
El fruto es comido por las aves loro rey australiano y Ailuroedus crassirostris. La germinación de la semilla fresca no es particularmente difícil.

## Usos
La hermosa forma de este árbol facilita su uso como ornamental. Los aborígenes australianos usaron la espuma de la corteza como jabón y veneno para peces.